# Villar de Ciervo
Villar de Ciervo è un comune spagnolo di 378 abitanti situato nella comunità autonoma di Castiglia e León.